# Копце (Підляське воєводство)
Копце (пол. Kopce) — село в Польщі, у гміні Міхалово Білостоцького повіту Підляського воєводства.
Населення — 49 осіб (2011).
У 1975-1998 роках село належало до Білостоцького воєводства.

## Демографія
Демографічна структура станом на 31 березня 2011 року:
|          | Загалом | Допрацездатний вік | Працездатний вік | Постпрацездатний вік |
| -------- | ------- | ------------------ | ---------------- | -------------------- |
| Чоловіки | 24      | 4                  | 16               | 4                    |
| Жінки    | 25      | 4                  | 13               | 8                    |
| Разом    | 49      | 8                  | 29               | 12                   |